# Куцак, Игорь Вячеславович
Игорь Вячеславович Куцак (род. 25 августа 1984, Курск, РСФСР, СССР) — российский политический и государственный деятель. Глава администрации города Курска (3 февраля 2022 — 10 апреля 2025)

## Биография
Игорь Вячеславович Куцак родился 25 августа 1984 года в Курске. Учился в Курском государственном университете по специальности «Государственное муниципальное управление». Проработав на должности председателя регионального комитета по управлению имуществом, 3 февраля 2022 года Куцак стал главой администрации-мэром Курска.
7 апреля 2025 года заявил об уходе с поста мэра по собственному желанию в связи с семейными обстоятельствами. По некоторым данным, он мог уйти из-за позиции исполняющего обязанности губернатора Курской области Александра Хинштейна, который критиковал деятельность Куцака, а накануне уговаривал курского мэра остаться на посту. 10 апреля Курское городское собрание единогласно приняло отставку Игоря Куцака. 